# Burhanpur (district)
Burhanpur is een district van de Indiase staat Madhya Pradesh.
Burhanpur ontstond op 15 augustus 2003 uit het zuidelijke deel van Khandwa.
Hoofdstad: Bhopal
Districten: